# Švýcarsko na Letních olympijských hrách 1988
Švýcarsko se účastnilo Letní olympiády 1988 v jihokorejském Soulu. Zastupovalo ho 99 sportovců (72 mužů a 27 žen) v 17 sportech.

## Medailisté
| Medaile | Jméno                                                                   | Sport     | Soutěž                |
| ------- | ----------------------------------------------------------------------- | --------- | --------------------- |
| Stříbro | Otto Hofer Daniel Ramseier Samuel Schatzmann Christine Stückelbergerová | Jezdectví | Drezura – družstva    |
| Stříbro | Ueli Bodenmann Beat Schwerzmann                                         | Veslování | Muži dvojskif         |
| Bronz   | Werner Günthör                                                          | Atletika  | Muži vrh koulí        |
| Bronz   | Christine Stückelbergerová                                              | Jezdectví | Drezura – jednotlivci |